# Lisiec (województwo dolnośląskie)
Lisiec – wieś w Polsce położona w województwie dolnośląskim, w powiecie lubińskim, w gminie Lubin.

## Podział administracyjny
W latach 1975–1998 miejscowość administracyjnie należała do województwa legnickiego.

## Historia
Obecna miejscowość Lisiec obejmuje obszary dwóch dawnych wsi: Lindhardt (część północna obecnej wsi) i Fuchsmühl (część południowa).
W dokumencie z 1353 r. dotyczącym kupna dobra w Bukownej została wymieniona osada granicząca z tamtejszym majątkiem, zwana Lintberg. Kolejna wzmianka pochodzi z 28 lipca 1409 r., kiedy to książę Wacław I sprzedał swoje dobro Lynthard Hansowi Gawen. Pierwsze dostępne informacje o osadzie Fuchsmühl pochodzą ze spisu z 1613 r. sporządzonego dla księstwa legnickiego – Verzeignis der Ritterdienste und Hufen im Fürstentume Liegnitz – wówczas w Liścu mieszkało 9 zagrodników. W XVII w. miejscowość należała do rodu von Götz. Nie wiadomo, od kiedy połączona była z majątkiem w Zimnej Wodzie, który należał od 1649 r. do rodziny hrabiów Pompei, a od 1654 r. do cesarskiego austriackiego feldmarszałka hrabiego Johanna von Götz, którego syn Hans Georg von Götz (zm. w 1681 r.) odziedziczył majątek, składający się wówczas z dóbr w Zimnej Wodzie, Bukownej, z Zamienic, Góry Bielawy i Wiercienia. Oprócz tych miejscowości najprawdopodobniej w skład klucza dóbr wchodziły również majątki Fuchsmühl i Lindhardt. W 1737 r. majątek zakupiony został przez benedyktynów z Legnickiego Pola.
W 1789 r. w części południowej Fuchsmühl znajdowały się dwa pańskie folwarki, w miejscowości znajdowało się 5 gospodarstw zagrodniczych i 5 chałupniczych. W części Lindhardt natomiast znajdował się folwark i karczma – osadę zamieszkiwało 13 zagrodników i 13 chałupników. Obie wsie należały nadal do klasztoru w Legnickim Polu. Od 1810 r., po sekularyzacji dóbr klasztornych, część miejscowości Fuchsmühl była dobrem królewskim.
Zapiski kronikarskie potwierdzają, iż w Liścu w noc sylwestrową 1812/1813 r. przebywał Napoleon w odwrocie spod Moskwy. W sierpniu 1813 r. jego wojska stoczyły bitwę nad Kaczawą. Właśnie we wspomnianej wyżej historycznej gospodzie Amelie Leuschner przygotowywała Napoleonowi napój – poncz. Przed podaniem go cesarzowi, w jego obecności, gospodyni musiała spróbować tego napoju. Chodziło zapewne o bezpieczeństwo Napoleona. Do miejscowości w 1830 r. przynależał młyn wodny zwany Schleifmühle i folwark zwany Buschvorwerk bądź Waldvorwerk. Od 1831 r. do co najmniej 1845 r. właścicielem dóbr był radca von Raumer (od 1839 r. do dóbr należał Weinberg). Do majątku w 1845 r. należały: folwark Fuchshof połączony już wówczas z folwarkiem Lindhardt oraz młyn wodny zwany Schleifmühle. W latach 1870–1873 majątek określany już jako Fuchsmühl – Lindhardt należał do Gustava Kolbenach. Od 1886 r. dobra szlacheckie wymieniane były wraz z folwarkiem Waldhof: w latach 1881–1912 właścicielem majątku był Gustav Kaiser, w latach 1917–1930 wymieniani są w księgach adresowych jego spadkobiercy, natomiast w 1937 r. Hans Ulrich Kaiser.
5 czerwca 1947 r. zameldowała się grupa składająca się z 87 osób, przymusowo przesiedlona w ramach akcji „Wisła” z Bartnego, pow. Gorlice. Ponadto po 1955 r. – według „wykazu dodatkowego ludności ukraińskiej przybyłej w okresie po 1955 r.” sporządzonego w dniu 5 listopada 1957 r. – przybyło do Liśca 20 osób.
Majątek w Liścu liczył w 1939 r. 400 ha, we wsi było 35 indywidualnych gospodarstw. Wówczas wieś miała 326 mieszkańców. Nieliczni katolicy należeli do parafii Zimna Woda, a protestanci do parafii w Niedźwiedzicach. W 1945 r., podobnie jak w wielu innych wsiach, również w Liścu Armia Czerwona zajęła pałac wraz z majątkiem ziemskim i prowadziła gospodarstwo rolne, w którym pracowali Niemcy. Obiekt opuszczono w 1947 r. Następnie władze powiatowe przekazały je PGR, które istniało od 1990 r. Później ziemię przejęła Agencja Własności Rolnej Skarbu Państwa. 

## Struktura przestrzenna
W układzie przestrzennym miejscowości czytelny jest nadal podział na część południową i północną. Osady oddziela lokalna droga. Część północna posiada układ wielodrożny o nieregularnym układzie zabudowy – w środkowej części po zachodniej stronie drogi znajdował się folwark (leśnictwo) Lindhardt (zachowała się do dzisiaj fragmentarycznie zabudowa folwarku). W najwyżej położonej części stała tu tuż przy lesie sosnowym licząca kilkaset lat gospoda z drewnianym belkowym pułapem i „tablicą dostojników” w wielkim pokoju gościnnym. Południowa część miejscowości jest ulicówką z folwarkiem i rozległym parkiem na północy. Najbardziej na wschód, przy drodze wiodącej w kierunku Zimniej Wody, wysunięty był nieistniejący obecnie folwark Waldhof.
Początki kształtowania założenia parkowego we wsi Lisiec sięgają wieku XVIII, kiedy to majątek pozostawał w zarządzie zakonu benedyktynów w Legnickim Polu. Prawdopodobnie wówczas założono trzy stawy hodowlane w południowej części zespołu. Z tego okresu pochodzi obsadzenie dębowe grobli. Zapewne dla rodziny von Raumer, w której posiadaniu znalazł się majątek od roku 1831, założony został przy wzniesionym w 1839 r. pałacu postromantyczny park. Pałac jest budowlą o bryle zwartej, dwukondygnacyjny, kryty dachem dwuspadowym, z ryzalitami w elewacjach północnej i południowej. Wystrój architektoniczny elewacji – wnętrza przebudowane w latach 50 XX w. – nawiązuje do neogotyku angielskiego. Pałac od folwarku (położonego w części północnej) oddzielony został kolistym gaonem i podjazdem – dziś już nieistniejącymi. Zabudowania folwarku – zwanego Fuchshof – wzniesione najprawdopodobniej równolegle z budową pałacu (bądź nieco później) pozbawione cech stylowych, do którego wjazd prowadzi od północnego wschodu, skupione są wokół dziedzińca w kształcie trapezu. Przy zakładaniu parku wykorzystano obsadzenie dębowe oraz naturalne cieki wodne. Po południowej stronie rezydencji utworzono regularny, wydłużony staw z niewielką romantyczną wysepką. Niewykluczone, że między pałacem i stawem znajdował się mały ozdobny ogródek. Na terenie parku sadzone drzewa tworzyły koliste altany, rzędy i klomby. W 2 połowie XIX w. drzewostan był uzupełniany. Park obiega promenada, łącząca się ze ścieżkami spacerowymi, które wiodły przez mostki i kładki przerzucone nad strumieniami. Obecnie założenie zachowane jest w dobrym stanie, częściowemu zatarciu uległ układ dróg i ścieżek, zwłaszcza w południowej części kompozycja parku stała się nieczytelna.

## Zabytki
Do wojewódzkiego rejestru zabytków wpisany jest:
- zespół pałacowy, z 1881 r.:
  - pałac (nr 15) z 1839 r.,
  - park z końca XVIII w.,

inne zabytki:
- grodzisko (stanowisko nr 21/39) ze średniowiecza.

## Zasoby przyrodnicze
Miejscowość Lisiec położona jest na obszarze Równiny Legnickiej, w dorzeczu Czarnej Wody. Teren jest tu równinny z licznymi ciekami i podmokłościami o krajobrazie podobnym jak w Dolinie Szprotawy. Występują tu gleby typu madowego, zaś na południowy wschód od wsi Lisiec jest podłużne dość znaczne wystąpienie gleb murszowatych.
Gatunki roślin podlegające ochronie ścisłej:
- Wawrzynek wilczełyko (Dephne mezereum).

Istniejące pomniki przyrody w parku podworskim w Liścu:
- Topola czarna (Populus nigra) – 390 cm obwodu,
- Topola czarna (Populus nigra) – 385 cm obwodu,
- Platan klonisty (Platanus acerifolia) – 365 cm obwodu,
- Jesion wyniosły (Fraxinus excelsior) – 330 cm obwodu.

Projektowane pomniki przyrody w Liścu i ich umiejscowienie we wsi:
- Dąb szypułkowy (Quercus robur) – 488 cm obwodu, przy drodze prowadzącej do parku, od strony wschodniej,
- Topola Czarna (Populus nigra) – 436 cm obwodu, przy wjeździe do parku,
- Dąb szypułkowy (Quercus robur) – 433 cm obwodu, przy drodze prowadzącej do parku, od strony wschodniej,
- Topola Czarna (Populus nigra) – 418 cm obwodu, przy wjeździe do parku,
- Czeremcha zwyczajna (Prunus padus) – 187 cm obwodu, remiza śródpolna, 300 m od zachodniego skraju parku,
- Trzmielina zwyczajna (Euonymus europaea) – 67 cm obwodu, remiza śródpolna, 300 m od zachodniego skraju parku.

## Obiekty i tereny
Park
Powierzchnia parku wynosi 8 ha, w tym powierzchnia wody to 1,4 ha. Park o charakterze krajobrazowym założony został pod koniec XVIII w. Park w Liścu, na tle innych obiektów tego typu w gminie Lubin, wyróżnia się obecnością trzech stawów.
Bardzo okazały drzewostan tworzą głównie: jesiony, graby, olsze, lipy, dęby, wiązy i topole. W runie oprócz siewek ww. drzew i bluszczu masowo występuje zawilec gajowy, dąbrówka rozłogowa, kokoryczka wielokwiatowa i konwalijka dwulistna.
Układ ścieżek jest nieczytelny, polany widokowe są dobrze zachowane.
Plac zabaw
Znajduje się w centralnej części miejscowości na terenie boiska sportowego. Mieści się tam: zestaw – zjeżdżalnia z wiszącym mostkiem i linami, zjeżdżalnia, huśtawka podwójna, motorek na sprężynie, huśtawka ważka, karuzela tarczowa z siedziskami i stół do tenisa. 
Sklep spożywczo-przemysłowy
Istnieje od 1947 r., kiedy to została założona placówka handlu detalicznego prowadzona – przez Gminną Spółdzielnię „Samopomoc Chłopska” z Lubina. Obecnie właścicielem sklepu jest osoba prywatna.

## Infrastruktura społeczna
Świetlica wiejska – podlega pod Ośrodek Kultury Gminy Lubin w Księginicach.

## Infrastruktura techniczna
1. Sieć wodociągowa – Lisiec wodę pozyskuje ze studni głębinowej. Dodatkowo zaopatruje w wodę wsie: Bukowna, Zimna Woda i Wiercień. SUW Lisiec wybudowano w 1982 r.
2. Odprowadzanie ścieków – wieś jest skanalizowana.
3. Sieć gazowa – wieś zgazyfikowana, zaopatrywana w gaz ze stacji redukcyjno-pomiarowej Zimna Woda. Gaz został doprowadzony w latach 1995–1997.
4. Sieć telefoniczna – wieś zaopatrzona w sieć stacjonarną.

## Kapitał społeczny i ludzki
1. Koło Gospodyń Wiejskich – działało kilka lat od 2002 r. głównie przy organizacji różnych imprez okolicznościowych w miejscowości (przygotowanie stołów, dekoracji itp.).
2. Koło Stowarzyszenia Łemków – w latach 20-06-2008 organizowało imprezę pod nazwą „Chwila z rusińską/łemkowską kulturą”. Program obejmował część artystyczną – występy zespołów i łemkowską zabawę do białego rana.